# Hôtel de la Caisse d'épargne d'Aubusson
L'hôtel de la Caisse d'épargne est un bâtiment du début du XXe siècle situé à Aubusson, en France. Il est recensé à l'Inventaire général du patrimoine culturel.

## Situation et accès
L'édifice est situé au no 15 de la place du Général-Espagne, au nord-est d'Aubusson, et plus largement au sud-est du département de la Creuse.

## Histoire

### Contexte
La Caisse d'épargne d'Aubusson — dont les statuts sont délibérés par le conseil municipal les 12 février et 3 août 1843 — est autorisée par ordonnance royale du 3 décembre 1843.

« La caisse d’épargne établie à Aubusson (Creuse) est autorisée.
Sont approuvés les statuts de ladite caisse, tels qu’ils sont contenus dans la délibération du conseil municipal d'Aubusson, en date du 3 août 1843, dont une expédition conforme restera déposée aux archives du ministère de l’agriculture et du commerce. »

— Article 1er de l’ordonnance du roi portant autorisation de la caisse d’épargne établie à Aubusson
L'établissement est ouvert le 16 novembre 1844. Trois succursales sont par ailleurs créées : une à Felletin, en 1861 (avec la construction d'un hôtel en 1904) ; une à Auzances, en 1908 ; une à Chénérailles, en 1931.

### Fondation
Pour édifier l'hôtel, la Caisse d'épargne acquiert cinq vieilles maison qu'elle fit démolit en 1899 : cela change l'aspect du quartier par l'apparition de la nouvelle place. Au fond de celle-ci, on élève l'hôtel selon les plans de l'architecte moulinois Puer, à partir de 1902,.

### Inauguration

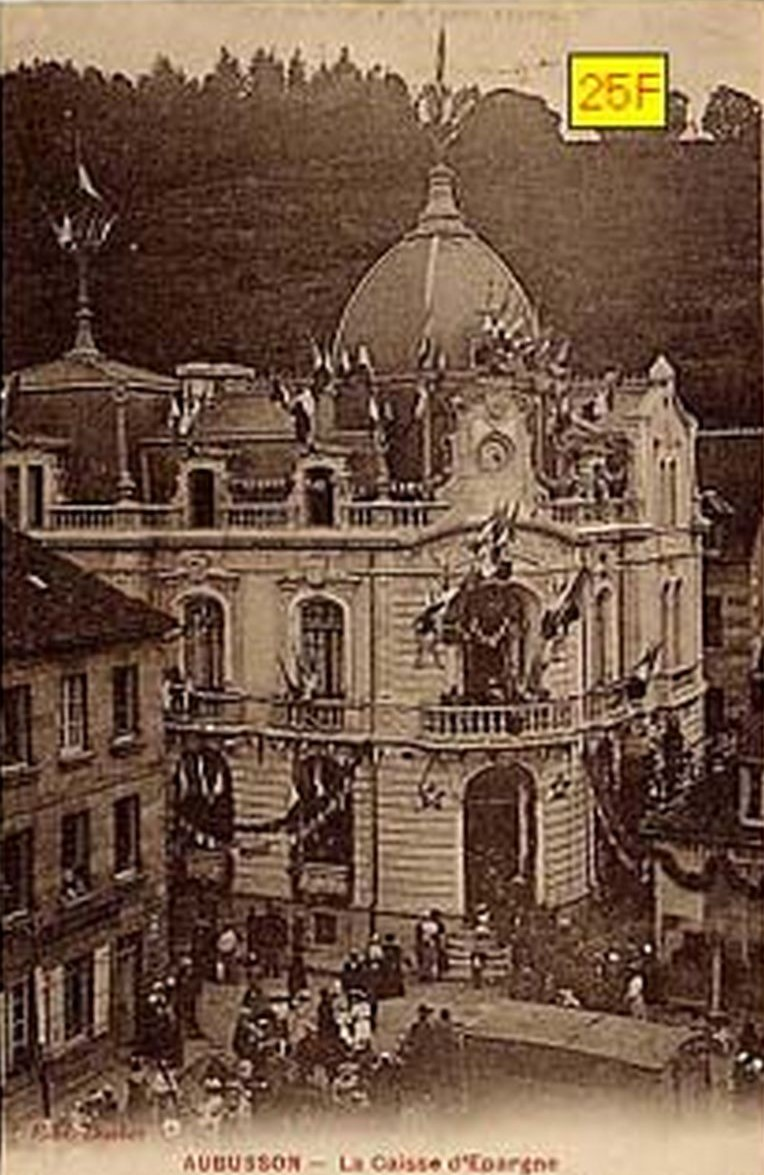
Carte postale ancienne représentant l'hôtel décoré et les fêtes qui accompagnent son inauguration.

La cérémonie d'inauguration a lieu le 4 septembre 1905, sous la présidence d'honneur du préfet et du député Hippolyte Simonet. Elle est couplée aux deux jours de festivités à l'occasion du concours départemental d'Agriculture — entamées dans la soirée d'avant-veille par la fanfare — au cours desquelles se déroulent notamment plusieurs concerts, un défilé des sociétés musicales, un feu d'artifice offert par la maison Issertine et une course de cyclisme. C'est après un banquet que les convives se dirigent sur la place et sont admis à visiter le bâtiment. Dans le grand salon des administrateurs, on sert le vin d'honneur et tour à tour, le maire Claude Laroche et le député Hippolyte Simonet prennent la parole avant que La Marseillaise ne soit jouée par fanfare d'Aubusson. À la fin de la cérémonie, le public se dirige en rangs serrés vers le vélodrome de Beauze pour assister à la course de cyclisme, prévue à 16 h 30.

## Statut patrimonial et juridique
Le bâtiment fait l'objet d'un recensement dans l'Inventaire général du patrimoine culturel, en tant que propriété d'un établissement public de l'État. Le dossier est réalisé en 2008. Par ailleurs, la place du Général-Espagne sur laquelle se trouve l'hôtel fait également l'objet d'un recensement.